# بين جونز (لاعب دوري الرغبي أسترالي)
بين جونز (بالإنجليزية: Ben Jones)‏ هو لاعب دوري الرغبي أسترالي، ولد في 15 أبريل 1980 في Redcliffe, Queensland ‏ في أستراليا.